# إزالة الخفاء عن خلافة الخلفاء
إزالة الخفاء عن خلافة الخلفاء هو كتاب للعلامة المسلم شاه ولي الله الدهلوي باللغة الفارسية.

## الملخص
في كتاب إزالة الخفاء، يحاول شاه ولي الله أن يبين الأهمية الأساسية للنموذج المُبكر للخليفة (الخلفاء الراشدون)، باعتبار أن الخلافة إحدى المبادئ الأساسية للدين. ويُوضح في مقدمته الغرض من تأليف هذا الكتاب فيقول:
"وفي هذا العصر تأثَّر الناس السَّذّج الضالون بأقوال مذاهب الشيعة حتى أصبح كثير من الناس في هذا البلد يشككون كالشيعة في صحة تنصيب الخلفاء الراشدين؛ إن طوائف الشيعة تؤمن أن الخلافة كانت حقًّا لعلي بن أبي طالب، وينتقدون بعض أفعال الخلفاء مثل منع الحديث، بل وينسبون انتشار الإسرائيليات لهذا السبب، وبلغ بهم الحال أن خطَّؤوا معاوية وخالد بن الوليد وعائشة لمحاربتهم علي بن أبي طالب في حرب الجمل وصفين. ولذلك أشرقت النعمة الإلهية على قلب هذا العبد المتواضع بالمعرفة. وقد أكدت هذه القضية يقينًا أن تولي هؤلاء الشيوخ الأوائل من المسلمين منصب الخلافة كان من المبادئ الأساسية للدين. وبدون الالتزام الصارم بهذا المبدأ، لا يمكن دعم أي مبدأ آخر من مبادئ الشريعة على أي أساس ثابت."
كان كتاب إزالة الخفاء يعتبر بشكل عام أحد المصادر الرئيسة للفكر السياسي لشاه ولي الله منذ نشره لأول مرة في عام 1286 هـ.

## وجهات نظر فكرية في الكتاب
في حين أن معالجة شاه ولي الله لهذا الموضوع في كتابي "البذور" و" الحجة" هي في الأساس ميتافيزيقية وقانونية، فإن مناقشته في "إزالة الخفاء" تركز على تحقيق المثل الاجتماعية والسياسية للإسلام في التاريخ. ومن هذا التحليل التاريخي يستنتج شاه ولي الله المبادئ التطبيقية للدولة والحكومة. وكان هناك دافع عملي مهم آخر في هذا المشروع الأكاديمي من جانب شاه ولي الله: فقد تناول قضية فكرية ذات أهمية معاصرة لعصره. وكما لاحظنا في ملاحظاته المذكورة أعلاه، فقد شعر شاه ولي الله بالرغبة في كتابة هذا الكتاب من أجل تبديد شكوك علماء الشيعة  حول مؤسسة الخلافة، وتحديدًا ما إذا كان عصر الخلافة المبكر هو النموذج المعياري للمُثل الاجتماعية والسياسية للإسلام في التاريخ. ولعل هذا يفسر سبب اختياره التعبير عن آرائه باللغة الفارسية، اللغة المشتركة بين المثقفين المسلمين في الهند في ذلك الوقت. ومع ذلك، فقد فضَّل اللغة العربية في عدد من أعماله الأخرى، كما في حالة كتابي "البذور" و" الحجة" ، على ما يبدو لأن هذه الأعمال كانت موجهة في المقام الأول إلى المتخصصين في التراث الإسلامي في جميع أنحاء العالم الإسلامي الذين كانت اللغة العربية هي وسيلتهم الفكرية للتواصل دائمًا.

## مقدمة كتاب إزالة الخفاء
في شرحه لأهمية مساعيه في مقدمة كتاب إزالة الخلافة، يؤكد شاه ولي الله زعمه بأن الاعتقاد بصحة سلطة الخلافة للخلفاء الأربعة الأوائل كان أحد المبادئ الأساسية للدين. وفي هذا الصدد، يزعم أن مجموعة كبيرة من الأوامر الواردة في القرآن كانت مختصرة. إن فهمهم الكامل وتشعباتهم الأوسع يفرضون علينا اللجوء إلى تفسيرات وتعليقات السلطات الأوائل (السلف الصالح). علاوة على ذلك، من أجل تفسيرها، يتعين علينا الرجوع إلى التقاليد. لا يمكن قبول هذه الأحاديث كسجل أصيل للسنة النبوية ولا يمكن الاعتماد عليها في الحجج القانونية، دون نقلها وتأكيدها من هؤلاء السلطات المبكرة. فضلًا عن ذلك، لا توجد لدينا أي أداة لحل التقاليد المتضاربة ظاهرياً سوى اعتمادنا على أحكامها. وفي كل ما تقدم كان المسؤولون الأوائل يتبعون بدقة أعمال وأقوال هؤلاء الخلفاء. كما أن جمع القرآن والإجماع على قراءته الصحيحة كان بفضل جهود الخلفاء الراشدين وتحت إشرافهم وتوجيههم. كما أن القواعد التفصيلية المتعلقة بمؤسسة القضاء، والأنظمة الجزائية في الشريعة الإسلامية، والأحكام في سائر فروع القانون العام، تستند إلى آرائهم وأحكامهم. ومن هذه المقدمات يصل شاه ولي الله إلى النتيجة التالية: "إن من يحاول الانفصال عن هذا الجذر (أي الخلافة الأولى) فإنه يسعى في الواقع إلى محو مجموعة العلوم الدينية بأكملها".

## مفاهيم الخلافة العامة والخلافة الخاصة
بعد مقدمة قصيرة، يقسم شاه ولي الله هذا العمل إلى قسمين. يتناول الجزء الأول الأسس المفاهيمية والإطار القانوني والدستوري للخلافة بنوعيها الخلافة العامة [الإنجليزية] والخلافة الخاصة. ويتناول الجزء الأول كذلك الحجج المؤيدة لصحة نموذج الخلافة المبكر، ويوفق بين وجهتي النظر المتعارضتين ظاهريًا فيما يتصل بالطابع التقديري أو الإلزامي للخلافة. ويقدم الجزء الأول أيضًا شرحًا مفصلًا للأوامر ذات الصلة في القرآن والحديث والتي على أساسها يؤكد شاه ولي الله على الطبيعة الإلزامية للخلافة. ثم يحدد طرق تنصيب الخليفة، ومؤهلاته ووظائفه وواجباته، والعلاقات المتبادلة بينه وبين الناس بشكل عام.
ثم ينتقل شاه ولي الله إلى مناقشة المكونات الرئيسة للنموذج المعياري المبكر، أي الخلافة الخاصة. وقد اعتمد شاه ولي الله هذا المصطلح للإشارة إلى الأدلة النصية لصالح الخلفاء الأربعة المباشرين لمحمد، على النقيض من الخلفاء الذين جاءوا بعدهم. ويبين وجوبها، ويثبتها بذكر عدد كبير من الآيات والأحاديث التي لها علاقة بجوانب مختلفة من الخلافة الخاصة.
ثم يتناول البحث تاريخيًّا دور الخلافة في نمو وتقدم وتطور رسالة الإسلام والأثر العميق لثقافتها الغنية وحضارتها العالمية على الإنسانية، والذي تحقق من خلال الخلافة خلال المراحل المختلفة من تاريخها.
وفي هذا السياق، يستعرض شاه ولي الله أيضًا صعود وسقوط المجتمع الإسلامي خلال المراحل المختلفة من تاريخ الخلافة، والتي كانت، وفقًا له، متناسبة دائمًا مع درجة التوافق أو الصراع بين نموذج الخلافة والمعايير التي يوفرها النموذج المعياري المبكر.

## الجزء الثاني من إزالة الخفاء
يتناول هذا الجزء جوانب حياة الخلفاء الأربعة الأوائل ويُشير إلى الفضائل الفريدة التي تجعل سلوكهم السياسي نموذجًا مثاليًّا في فن إدارة الدولة. ومن ثم يتبنى هذا العمل نهجًا مزدوجًا، يجمع بين المعالجة القانونية والتاريخية للموضوع. كما يهدف الكتاب إلى دحض المعتقدات السياسية الشيعية التي تؤمن بحق علي بن أبي طالب بالخلافة. وهذا ليس فقط الموضوع المركزي للكتاب، بل هو أيضًا الدافع الرئيس لهذه الدراسة. بالإضافة إلى ذلك، يتمتع الكتاب بتوجه دراسي واضح.
وفي الجزء الثاني أيضًا يقدم شاه ولي الله دراسة معمقة لآيات القرآن الكريم وأحاديث محمد التي تشير إلى المكانة العالية للخلفاء الأربعة عمومًا والخلفاء الأولين منهم على وجه الخصوص، إما صراحة أو ضمنًا. ولتحقيق هذه الغاية، فهو لا يكتفي بتفسير النصوص ذات الصلة، بل يحشد أيضًا أدلة إضافية من المبادئ المقبولة عمومًا في الفقه فيما يتصل بتفسير النصوص لدعم وإثبات ادعاءاته. وفي هذه العملية، فإنه يأخذ في الاعتبار العديد من الاعتراضات، الحقيقية والافتراضية، التي يمكن أن تثار ضد هذه التفسيرات، ثم يقوم بدحضها.
ويقدم شاه ولي الله أيضًا في الجزء الثاني من إزالة الخفاء روايات صحيحة مختلفة موجودة في كتب الحديث وفي حوليات التاريخ الإسلامي. ويكمل هذه التقارير بتعليقاته التحليلية العميقة التي تثبت السلوك الأخلاقي والروحي الرفيع للغاية للخلفاء الأوائل مثل أبي بكر وعمر وعثمان وعلي - الخلفاء الأربعة العظام من الخلفاء الراشدين. كما يسلط الضوء على دورهم الفريد في إصلاح المجتمع وإرشاده وتوسيع وتعزيز الرسالة العالمية للإسلام في عصرهم. وبالإضافة إلى هذه الجوانب والأبعاد لهذه الشخصيات، يلقي شاه ولي الله الضوء أيضًا على المساهمة الفكرية والأكاديمية لأصحاب محمد، وخاصة في مجالات القرآن والحديث والقانون والفقه والعلاقات الدولية واللغة العربية والتوجيه الروحي. كل هذا يشكل، وفقا لشاه ولي الله، امتدادا للمهمة التي قام بها النبي محمد.

## أعمال أخرى
كان شاه ولي الله كاتبًا غزير الإنتاج وتناول مجموعة واسعة من الموضوعات المتعلقة بالدراسات الإسلامية. ومنها: التفسير، والحديث، والفقه، والأصول، والعقائد، والكلام، والفلسفة، والتصوف، والتاريخ، والسيرة، والشعر العربي، والنحو.